# Nibylis
Nibylis (Lycalopex) – rodzaj ssaków drapieżnych z rodziny psowatych (Canidae). 

## Rozmieszczenie geograficzne
Rodzaj obejmuje gatunki występujące w Ameryce Południowej.

## Morfologia
Długość ciała samic 48–89 cm, samców 44,5–92,5, długość ogona 11,5–49,3 cm; masa ciała samic 1,8–10 kg, samców 1,9–13,8 kg.

## Systematyka
Rodzaj zdefiniował w 1854 roku niemiecki przyrodnik Hermann Burmeister w publikacji własnego autorstwa dotyczącej systematyki brazylijskich zwierząt. Burmeister wymienił dwa gatunki – Canis azarae Wied-Neuwied, 1824 i Canis vetulus Lund, 1842 – nie wskazując gatunku typowego; gatunkiem typowym jest (późniejsze oznaczenie) Canis vetulus P.W. Lund, 1842.

### Etymologia
- Procyon: gr. προ pro ‘przed’; κυων kuōn, κυνος kunos ‘pies’[16]. Gatunek typowy: Fisher wymienił trzy gatunki – Procyon annulatus G. Fischer, 1814 (= Ursus lotor Linnaeus, 1758), Procyon concolor G. Fischer, 1814 (= Viverra cancrivora Brongniart, 1792) i Procyon gymnocercus G. Fisher, 1814 – nie wskazując gatunku typowego.
- Vulpes: łac. vulpes, vulpis ‘lis’[17]. Gatunek typowy (oznaczenie monotypowe): Vulpes fulvipes W.C.L. Martin, 1837.
- Lycalopex: gr. λύκος lýkos ‘wilk’; αλωπηξ alōpēx, αλωπεκος alōpekos ‘lis’[18].
- Pseudalopex (Pseudolopex): gr. ψευδος pseudos ‘fałszywy’; αλωπηξ alōpēx, αλωπεκος alōpekos ‘lis’[19]. Gatunek typowy (późniejsze oznaczenie): Canis magellanicus J.E. Gray, 1847 (= Canis culpaeus G.I. Molina, 1782)[15].
- Pseudolycos: gr. ψευδος pseudos ‘fałszywy’[20]; λυκος lukos ‘wilk’[21]. Gatunek typowy: Philippi nie podał gatunku typowego.
- Eunothocyon: gr. ευ eu ‘ładny, piękny, typowy’[22]; rodzaj †Nothocyon Matthew, 1899. Gatunek typowy (oryginalne oznaczenie): Canis sladeni O. Thomas, 1904 (= Canis vetulus P.W. Lund, 1842).
- Angusticeps: łac. angustus ‘wąski, mały’[23]; -ceps ‘-głowy’, od caput, capitis ‘głowa’[24]. Gatunek typowy (oznaczenie monotypowe): Canis reissii[e] Hilzheimer, 1906.
- Viverriceps: rodzaj Viverra Linnaeus, 1758 (wiwera); -ceps ‘-głowy’, od caput, capitis ‘głowa’[24]. Gatunek typowy (oznaczenie monotypowe): Canis reissii[e] Hilzheimer, 1906.
- Microcyon: gr. μικρος mikros ‘mały’[25]; κυων kuōn, κυνος kunos ‘pies’[26]. Gatunek typowy (oryginalne oznaczenie): Speothos riveti Trouessart, 1906 (= Canis culpaeus G.I. Molina, 1782).

### Podział systematyczny
Do rodzaju należą następujące żyjące współcześnie gatunki:
| Grafika | Gatunek               | Autor i rok opisu     | Nazwa zwyczajowa    | Podgatunki         | Rozmieszczenie geograficzne | Podstawowe wymiary                         | Status IUCN |
| ------- | --------------------- | --------------------- | ------------------- | ------------------ | --- | ------------------------------------------ | ----------- |
|         | Lycalopex vetulus     | (P.W. Lund, 1842)     | nibylis siwy        | gatunek monotypowy | endemit Brazylii: siedliska cerrado na środkowym obszarze płaskowyżu; zakres wysokości: 90–1100 m n.p.m. | DC: 49–71 cm DO: 25–38 cm MC: 2,5–4 kg     | NT          |
|         | Lycalopex fulvipes    | (W.C.L. Martin, 1837) | nibylis Darwina     | gatunek monotypowy | endemit Chile: lasy wyspy Chiloé i przybrzeżne góry (Park Narodowy Nahuelbuta i Cordillera de Oncol); zakres wysokości: 0–1400 m n.p.m.                                                                        | DC: 48–59 cm DO: 19,5–25 cm MC: 1,8–3,9 kg | EN          |
|         | Lycalopex culpaeus    | (G.I. Molina, 1782)   | nibylis andyjski    | 6 podgatunków      | wzdłuż Andów i obszarów pagórkowatych od południowej Kolumbii (Uariño), Ekwadoru, Peru, Boliwii, Chile i Argentyny (w tym Sierra de Córdoba) na południe do Ziemi Ognistej; zakres wysokości: do 4800 m n.p.m. | DC: 44–92 cm DO: 30–49 cm MC: 3,4–13,8 kg  | LC          |
|         | Lycalopex griseus     | (J.E. Gray, 1837)     | nibylis argentyński | gatunek monotypowy | po obu stronach Andów w południowym Peru, Chile i Argentynie; introdukowany do Ziemi Ognistej; zakres wysokości: do 4000 m n.p.m.                                                                              | DC: 50–66 cm DO: 11,5–35 cm MC: 2,5–5 kg   | LC          |
|         | Lycalopex gymnocercus | (G. Fischer, 1814)    | nibylis pampasowy   | gatunek monotypowy | łąki pampasowe we wschodniej Boliwii, Paragwaju, południowo-wschodniej Brazylii, Urugwaju oraz północnej i środkowej Argentynie; zakres wysokości: 0–3500 m n.p.m.                                             | DC: 50–74 cm DO: 25–41 cm MC: 3–8 kg       | LC          |
|         | Lycalopex sechurae    | (O. Thomas, 1900)     | nibylis drobnozębny | gatunek monotypowy | strefy przybrzeżne południowo-zachodniego Ekwadoru i północno-zachodniego Peru (3–12° S); zakres wysokości: 0–1200 m n.p.m.                                                                                    | DC: 50–78 cm DO: 27–34 cm MC: 2,6–4,2 kg   | NT          |

Kategorie IUCN:  LC  – gatunek najmniejszej troski,  NT  – gatunek bliski zagrożenia,  EN  – gatunek zagrożony. 
Opisano również gatunki wymarłe:
- Lycalopex cultridens (P. Gervais & F. Ameghino, 1880)[29] (Ameryka Południowa; pliocen).
- Lycalopex ensenadensis (F. Ameghino, 1888)[30][31] (Ameryka Południowa; plejstocen).
- Lycalopex peruanus (Nordenskiöld, 1908)[32] (Ameryka Południowa; plejstocen).